# لي شياو
لي شياو (بالصينية: 李晓) (17 يوليو 1967 بشانغهاي في الصين - ) هو مدرب كرة قدم ولاعب كرة قدم صيني في مركز الهجوم. شارك مع منتخب الصين لكرة القدم. أما مع النوادي، فقد لعب مع شانغهاي غرينلاند شينهوا ونادي غويزهو رينهي وWuhan Optics Valley F.C. ‏.

## وصلات خارجية
- لي شياو على موقع قاعدة بيانات كرة القدم.إي يو (الإنجليزية)
- لي شياو على موقع ناشيونال فوتبول تيمز (الإنجليزية)